# بومالن دادس
بومالن دادس (به فرانسوی: Boumalne-Dadès) یک منطقهٔ مسکونی در مراکش است که در استان تنغیر واقع شده‌است. بومالن دادس ۱۲٬۳۲۸ نفر جمعیت دارد و ۱٬۵۶۲ متر بالاتر از سطح دریا واقع شده‌است.